# Clayonnage

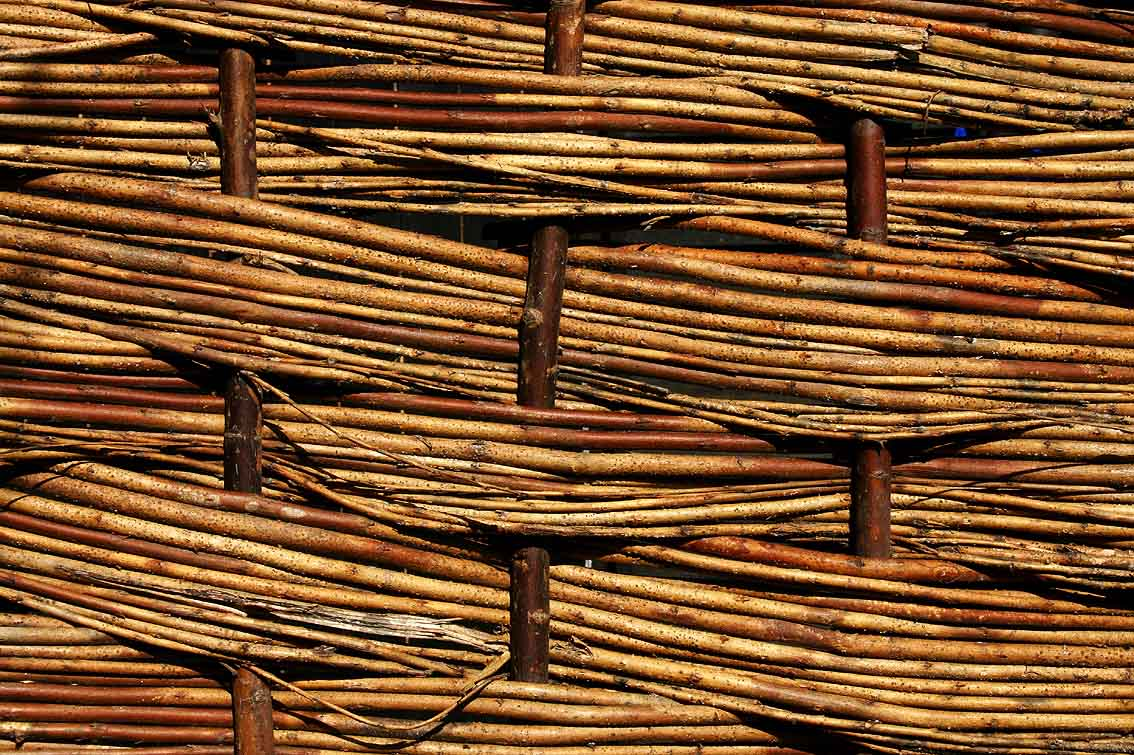
Clayonnage. Chobham, Surrey

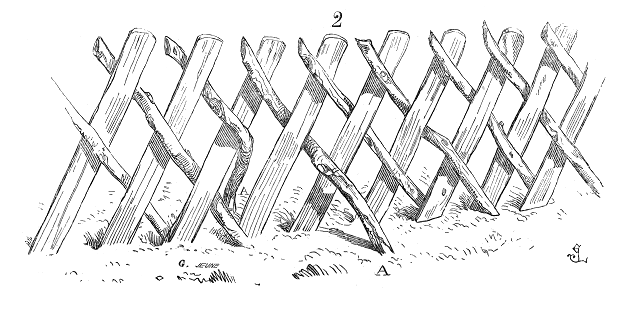
Clayonnage

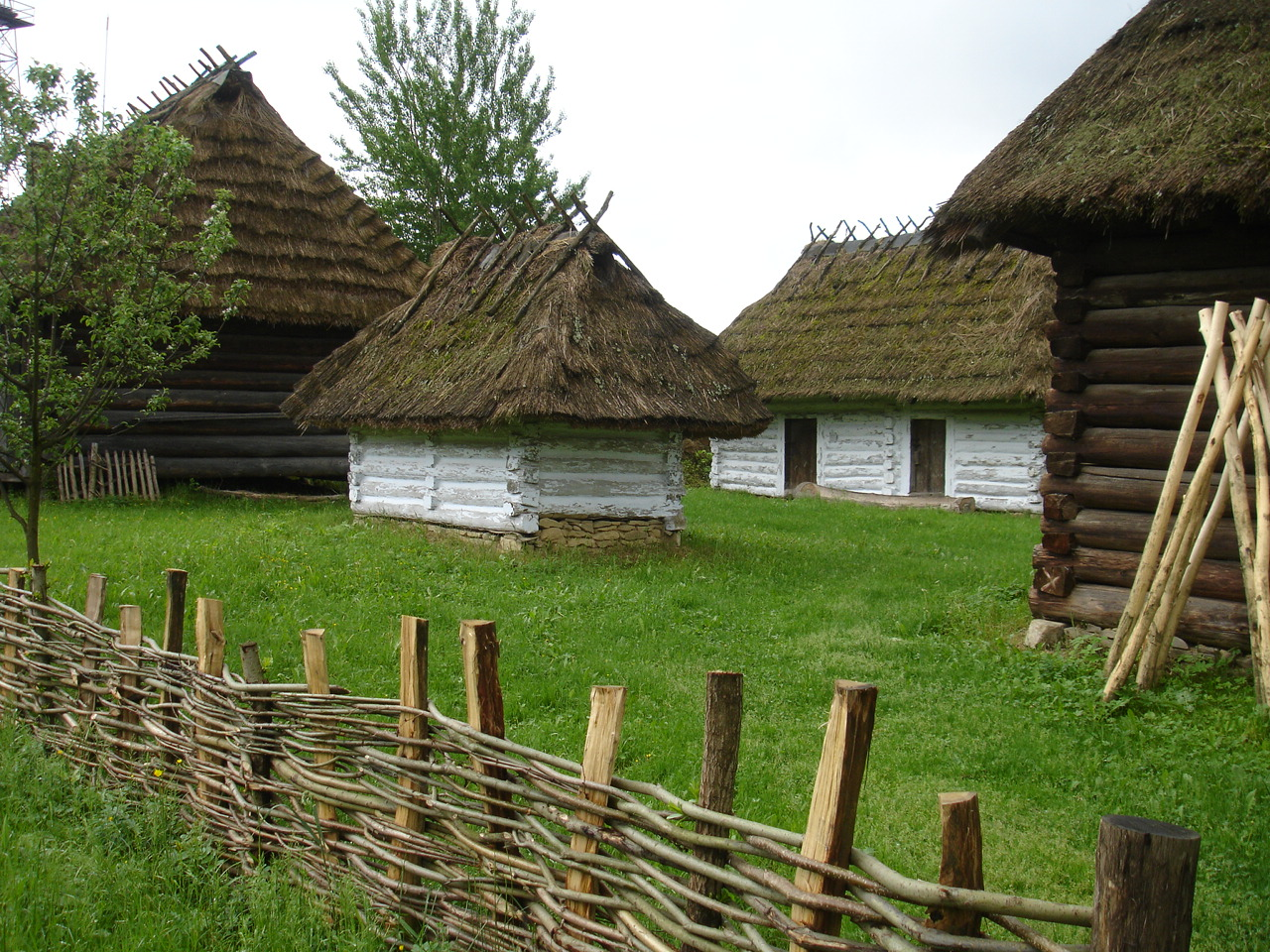
Clôture en clayonnage. Pologne

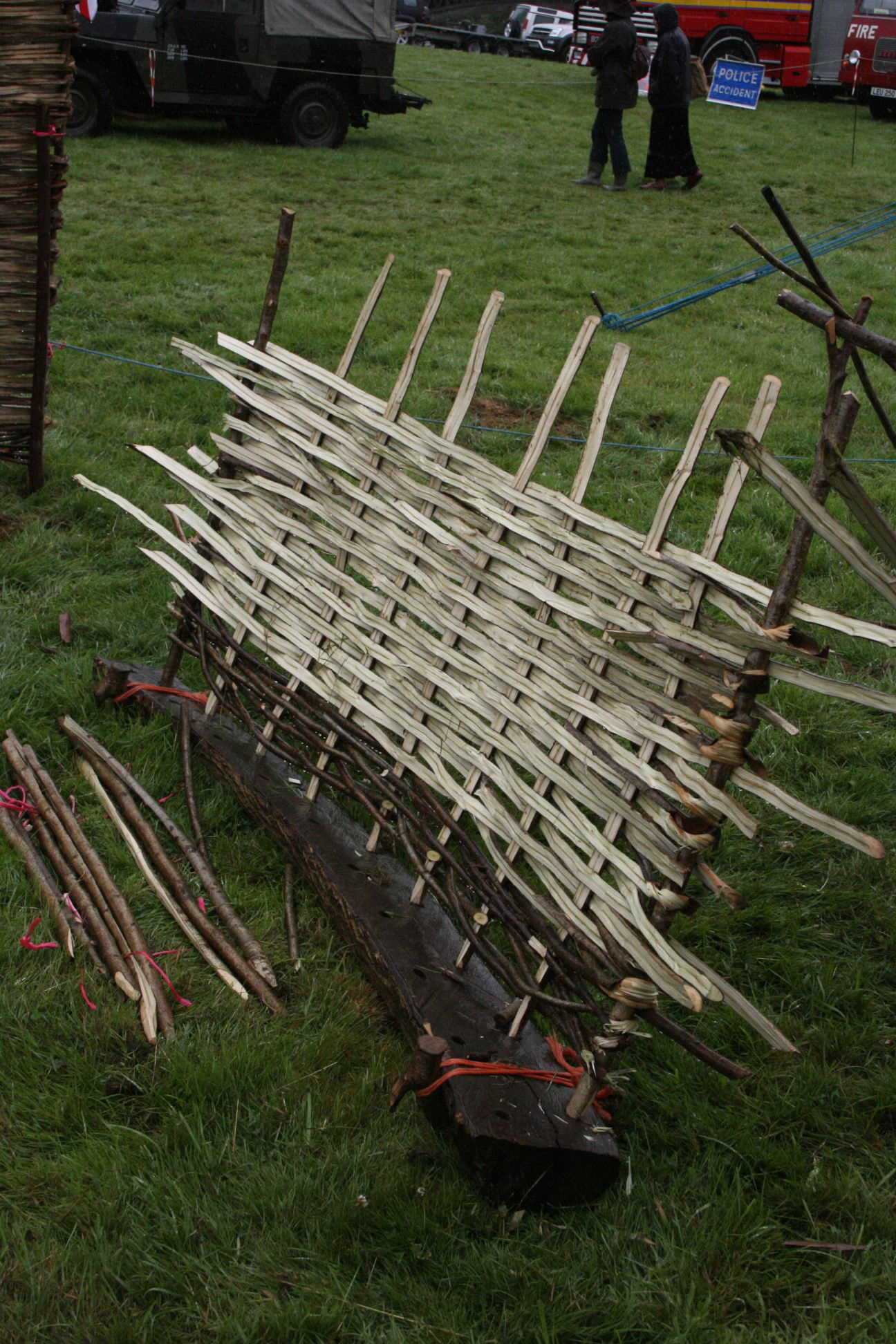
Clayonnage de mur en fabrication

Le clayonnage - technique de génie végétal - désigne tous les travaux en menus branchages (formant des claies) assujettis à l'aide de piquets et ayant pour objet la fixation temporaire du sol. C'est aussi le nom de l'armature en bois des murs employée dans la technique du torchis. Le clayonnage est aussi employé pour faire de simples clôtures.
Aujourd'hui, cette méthode est encore utilisée en Orient[Où ?]. Le clayonnage est capable de résister à de fortes contraintes hydrauliques, cependant, sa mise en place doit être faite durant la période de repos végétal.

## Moyen Âge
Le clayonnage était utilisé pour empêcher la terre de s'effondrer dans les régions où celle-ci était trop meuble. 
Au moins au haut Moyen Âge (VIe-IXe siècles), dans le Nord-Ouest de l'Europe, le clayonnage servait d'armature aux torchis qui constituait les murs. On observe cette pratique notamment au lieu-dit Les Ruelles à Serris (Seine-et-Marne), ou à Marne-la-Vallée. 

## Dans les Alpes auXIXesiècle
Le clayonnage a été employé dans diverses parties des Alpes pour contrer le ravinement des flancs de montagne provoqué par les torrents. L'Autrichien Josef Duile et le Français Prosper Demontzey en sont deux théoriciens.
Pour la construction des clayonnages sont utilisés les branchages les plus souples possible et de préférence les osiers, saules, coudriers, morts-bois flexibles, faute des précédents on utilise les branches de sapin, d'épicéa. Le pin et le mélèze sont trop cassants et d'un mauvais usage néanmoins on peut être obligé d'y recourir. Ces branches doivent être aussi longues que possible et ne pas avoir plus d'un pouce (2,5 cm) de diamètre au gros bout. Plus grosses, leur flexibilité s'en trouve réduite et l'emploi en est beaucoup plus pénible. Les piquets ont 1 mètre de long au plus et ils ont 2 ou 3 pouces de diamètre. On les fabrique habituellement avec des bois refendus et abattus autant que possible à proximité des travaux. Quand les bois sont amenés sur place on divise les ouvriers en escouades de quatre hommes qui travaillent ensemble. L'un trace les lignes à clayonner à l'aide d'une pointe de pioche, deux enfoncent les piquets et le quatrième fait les clayonnages. Les lignes tracées, les piquets sont enfoncés des deux tiers de longueur et espacés de 50 centimètres les uns des autres. Il en résulte que les piquets s'élèvent de 30 à 50 centimètres, le clayonnage proprement dit a de 20 à 45 centimètres de hauteur, il est placé le plus près possible de terre.
Les clayonnages ont pour but de diminuer la pente des talus et d'empêcher les boues de glisser. Ils sont ordinairement disposés par bandes parallèles assez rapprochées les unes des autres il en résulte une action d'ensemble infiniment plus efficace que celle que l'on pourrait en attendre s'ils étaient isolés. Les clayonnages comme tous les ouvrages en branchages exposés aux intempéries ne résistent pas longtemps et après quatre ou cinq années les bois sont secs, pourris et presque toujours hors d'emploi sinon détruits, mais cette période suffit largement pour que les plants puissent se développer en racines et assurer la stabilité du terrain. Leur peu de solidité ne leur permet pas de retenir individuellement une grande quantité d'alluvions. Il en résulte que toujours ils doivent être établis en commençant par le haut des ravinements et autant que possible simultanément sur toute leur longueur.
Le clayonnage retient tous les matériaux mis en mouvement par les orages et provoque l'extinction immédiate des torrents auxquels on l'applique, il amène peu à peu la disparition des ravinements, il transforme une surface tourmentée souvent escarpée en une autre présentant de légères ondulations et pouvant être immédiatement reboisée avec succès et enfin il n'exige pas de dépenses considérables eu égard aux résultats que l'on peut en attendre.
Les défauts du clayonnage sont qu'il peut pourrir avant de produire son effet utile. En outre il demande une surveillance constante et des travaux d'entretien, peu dispendieux il est vrai, mais continuels, il faut après chaque orage visiter les chantiers, réparer les brèches, faire éclater à la mine les blocs qui apparaissent et qui pourraient se détacher. La reconstitution d'un versant par ce procédé est une œuvre de longue haleine mais on doit remarquer que pendant tout ce temps les alluvions sont nulles.
Le système nécessite l'emploi d'une énorme quantité de branchages que dans bien des cas on est obligé de faire venir à dos de mulet et dont le prix peut rendre le système beaucoup trop onéreux. On recommande donc de planter des boutures de saules et d'oseraies sur les graves et les cônes de déjection des torrents, on arrive de la sorte à trouver sur le torrent même les bois nécessaires à la fixation de ses berges. Ces boisements sont entrepris avec d'autant plus de raison que les travaux de clayonnages sont longs à exécuter, qu'ils exigent l'emploi de beaucoup de bois et qu'enfin les graves incultes sont sans rapport et que la création d'oseraies en améliorera beaucoup le sol et le préparer à la culture.

### En clôture

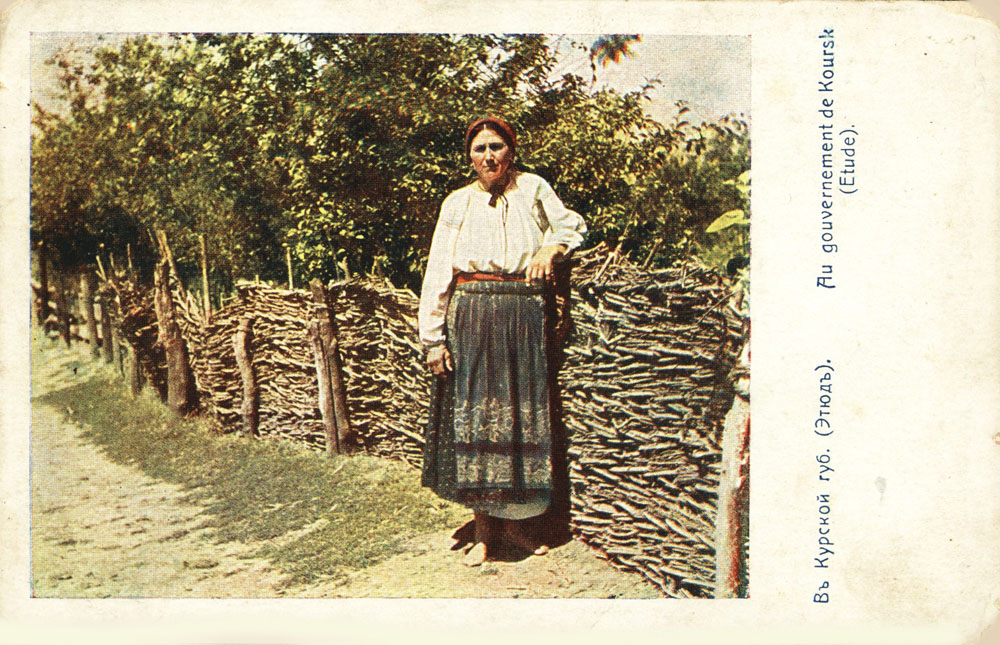
« Au gouvernement de Koursk (étude) », par Sergueï Prokoudine-Gorski, entre 1905 et 1915.